# بری (ماکو)
بری یک منطقهٔ مسکونی در ایران است که در دهستان چایپاسار شمالی واقع شده‌است. براساس سرشماری مرکز آمار ایران در سال ۱۳۹۵، بری ۷۲۴ نفر جمعیت دارد.